# Josefina Fiebelkorn
Josefina Fiebelkorn (Santiago, 13 de marzo de 1989) es una actriz chilena.

## Biografía
Nació el 13 de marzo de 1989 en Santiago. Hija de James Fiebelkorn y de Eugenia Correa.  
Cursó sus estudios primarios y secundarios en el Saint George's College en Vitacura, donde participó en varias obras de teatro. Ingresó posteriormente a la Escuela de Teatro de la Pontificia Universidad Católica de Chile (PUC), donde egresó como actriz. Cursó un seminario de formación en el Centro de Investigación en Artes Escénicas Teatro La Memoria, dirigido por Alfredo Castro. 
En 2013, Fiebelkorn llegó a Televisión Nacional de Chile para cursar un taller de actuación de Moira Miller. En este, se elegirían actores debutantes para una telenovela nocturna. Tras un casting, Fiebelkorn es contratada e interpreta a Isidora Goycolea en la exitosa Vuelve temprano. «Más que una decisión, fue una necesidad. Estaba trabajando en un restaurante y en un café y con mi pololo (Jorge Arecheta) decidimos que queríamos vivir juntos y para eso necesitábamos plata. No tengo ningún problema con trabajar en un restaurante, pero si estaba la posibilidad de actuar y ganar plata aunque fuera en televisión, no había por dónde perderse». Tras la buena evaluación y recepción de su personaje, es contratada por tres años en TVN. Durante el mismo año, es invitada diversos programas como Buenos días a todos y Top Chef.
En 2015, participó en el musical Peter Pan de Mall Plaza, personificándose a Campanita. En el musical compartió con Augusto Schuster, Daniela Castillo y Gonzalo Valenzuela. El gran éxito ante el público, la llevó a recorrer Chile presentando el show musical.
Ese mismo año, protagonizó la telenovela Matriarcas (2015), al lado de Claudia Di Girolamo. Interpreta a Matilde Valdés, una mujer independiente y virgen que no renunció a la maternidad, tuvo seis hijas por medio de inseminación de un donante anónimo.

## Vida personal
En 2011 inició una relación con el actor Jorge Arecheta. El 17 de noviembre de 2021, junto a Arecheta anunciaron que se convirtieron en padres de Borja. El 9 de marzo de 2024, la pareja contrajo matrimonio civil. El 27 de junio de 2025, ante los rumores de una posible relación entre Arecheta y Octavia Bernasconi, Fiebelkorn informó a través de su cuenta de Instagram que, de común acuerdo, había puesto fin a su relación con Arecheta.

## Filmografía
- Tuve una casa prestada (2016)
- Un día cualquiera (2017)
- Ema (2019)

## Televisión
| Año  | Título              | Papel                | Notas                       |
| ---- | ------------------- | -------------------- | --------------------------- |
| 2014 | Vuelve temprano     | Isidora Goycolea     | Elenco principal            |
| 2015 | Matriarcas          | Matilde Valdés       | Protagonista; 141 episodios |
| 2016 | Un diablo con ángel | Bárbara Cortés       | Protagonista; 70 episodios  |
| 2017 | La colombiana       | Raquel Riquelme      | Antagonista; 143 episodios  |
| 2017 | Dime quién fue      | María Fernanda Silva | Elenco principal            |
| 2019 | Río oscuro          | Adela Echeverría     | Elenco principal            |
| 2020 | Yo soy Lorenzo      | Milena Astudillo     | 12 episodios                |
| 2021 | Edificio corona     | Soledad Montané      | Elenco principal            |
| 2025 | Aguas de oro        | Laura Ruiz-Tagle     | Elenco principal            |

| Año  | Título              | Papel       | Notas                          |
| ---- | ------------------- | ----------- | ------------------------------ |
| 2018 | Santiago paranormal | Ana Oyarzún | Protagonista; Sin vuelta atrás |

| Año  | Título               | Papel    | Notas       |
| ---- | -------------------- | -------- | ----------- |
| 2014 | Juga2                | Invitada | TVN         |
| 2014 | Top Chef             | Invitada | TVN         |
| 2017 | Muy buenos días      | Invitada | TVN         |
| 2019 | No culpes a la noche | Invitada | TVN         |
| 2021 | La Divina Comida     | Invitada | Chilevisión |

## Teatro
- Los plebeyos de la rebelión (2011)
- Peter Pan (2015) - Campanita
- Los 80's, el musical (2015) - Debbie Gibson
- Átopos (2016)
- Cerati: Nada Personal (2016) - Cecilia Amenábar
- El cómo y el porqué (2017) - Raquel Hardman
- Fiebre de sábado por la noche: el musical (2017) - Annete
- Tar, el musical (2018) - Jane
- Las Madonnas (2019) - Madonna.[19]
- Los días que te amé (2020) - Laura
- Quédate conmigo (2021)
- Cecilia (2022) - Cecilia
- Hit (2023) - Simone
- Es por amor (2024)
- Tu eres la tristeza de mis ojos (2024) - Sara - Daniela Romo